# El puente (álbum)
El puente es un disco del compositor y cantante uruguayo Jaime Roos. Es una selección de temas grabados para el sello Orfeo entre 1983 y 1995, la mayoría de ellos en colaboración con otros artistas. Algunas de las canciones no habían sido editadas hasta ese momento, mientras que otras como Veces y Carbón y sal, habían sido publicadas con anterioridad.
El disco fue lanzado en 1995 por el sello Orfeo, y reeditado en 2000 por EMI  con cuatro temas agregados.

## Canciones
Letra y música de Jaime Roos, a menos que se aclare lo contrario.
1. Lo que no te di
2. All you need is love (John Lennon - Paul McCartney)
3. Pa'l mercado (letra de Carlos Soto)
4. Se va la murga
5. No te vayas niña mía (letra de Estela Magnone y Jaime Roos, música de Estela Magnone)
6. Tras tus ojos (letra de Estela Magnone y Jaime Roos, música de Estela Magnone)
7. Veces (música de Estela Magnone)
8. Todo un país detrás (A las 10) (letra de Jaime Roos y Alejandro Bluth)
9. Al Pepe Sasía (letra de Enrique Estrázulas, música de Estrázulas y Roos)
10. Olvidando el adiós (letra de Estela Magnone y Jaime Roos, música de Magnone)
11. Carbón y sal (música de Estela Magnone)
12. Musa medusa (música de Jorge Galemire)
13. Siestas de Mar de Fondo (Eduardo Mateo)
14. Cielos (Eduardo Mateo - Jaime Roos)
15. Amigo lindo del alma (Eduardo Mateo)

Temas extras (de la reedición de 2000)
- 16. Ella allá
- 17. Las cosas malas (letra de Franca Aerts)
- 18. Piropo
- 19. Murga de la pica

## Características especiales de las canciones
Lo que no te di aparece originalmente en el disco 7 y 3. La versión que aparece en El puente comenzó a grabarse en Nashville, Estados Unidos en 1989, cuando Jaime Roos fue invitado por RCA de ese país. Se comenzó a grabar pero desacuerdos en el contrato hicieron que el proyecto se cancelara. Se conservó una mezcla de esta canción, que fue completada en 1995 para este disco.
All you need is love y Amigo lindo del alma fueron grabadas el 1 de febrero de 1991 en el Estadio Luis Franzini, en el concierto Por siempre Lennon, realizado por Rubén Rada, Hugo Fattoruso y Jaime Roos.
Pa'l mercado y Al Pepe Sasía fueron editadas simultáneamente en el álbum Noches de Carnaval de Pablo Pinocho Routin.
Se va la murga fue grabada inicialmente en el disco Para espantar el sueño como Retirada. La versión que aparece en El puente es instrumental. El cambio de título se debe a la publicación en Alemania de una versión de Dino Saluzzi con este nombre, que agradó a Roos.
No te vayas niña mía fue inicialmente pensado para ser editado en el álbum Estamos rodeados. Al igual que Olvidando el adiós y Siestas de Mar de Fondo, apareció originalmente en el disco Vals prismático (1993), de Estela Magnone. 
Tras tus ojos, Veces y Carbón y sal fueron editados anteriormente en el disco Mujer de sal junto a un hombre vuelto carbón, grabado a dúo por Jaime Roos y Estela Magnone en 1985.
Todo un país detrás (A las 10) pertenece en su versión original al disco Para espantar el sueño. La versión que aparece en El puente fue utilizada como publicidad para el diario El País en relación con la gira uruguaya Jaime Roos  A las 10 (1993-1994), auspiciada por dicho periódico.
Mar de Fondo era un tema inédito de Eduardo Mateo que había sido conservado por Estela Magnone en una grabación de un ensayo de 1986 en el que lo cantaban juntos. Jaime Roos hizo los arreglos para esta versión que aparece en El puente.
Cielos es una improvisación a dos guitarras (sin acuerdo previo sobre forma o armonía) entre Eduardo Mateo y Jaime Roos. Al día siguiente Mateo le agregó un tambor y un chistido y la bautizó. Esto ocurrió en 1983.